# Liste in São Tomé und Príncipe vorhandener Dampflokomotiven
Dies ist eine Liste erhaltener Dampflokomotiven auf dem Gebiet von São Tomé und Príncipe.

## Lokomotiven mit Schmalspur 850 mm
| Foto | Nummer oder Name | Bauart / Achsfolge | Hersteller         | Fabrik-nr. | Baujahr | Historie | Eigentümer / Betreiber / Strecke | Bemerkungen |
| ---- | ---------------- | ------------------ | ------------------ | ---------- | ------- | -------- | -------------------------------- | ----------- |
|      | ? No. ?          | ?                  | Orenstein & Koppel |            |         |          | Roça Agostinho Neto              | [ 1 ]       |

## Lokomotiven mit Schmalspur 600 mm
| Foto | Nummer oder Name | Bauart / Achsfolge | Hersteller         | Fabrik-nr. | Baujahr | Historie | Eigentümer / Betreiber / Strecke | Bemerkungen |
| ---- | ---------------- | ------------------ | ------------------ | ---------- | ------- | -------- | -------------------------------- | ----------- |
|      | ? No. ?          | B                  | Arnold Jung        | 10884      | 1950    |          | Roça Sundy Hotel                 | [ 2 ]       |
|      | ? No. ?          | C                  | Orenstein & Koppel |            |         |          | Roça Uba Budo                    | [ 3 ]       |
|      | ? No. ?          | B                  | Orenstein & Koppel |            |         |          | Roça Ribeira Peixe               | [ 4 ]       |
|      | ? No. ?          | B                  | Orenstein & Koppel |            |         |          | Roça Ribeira Peixe               | [ 5 ]       |